# John Cox (Ringer)
John Edward Albert Cox (* 21. Juli 1886 in Kensington; † 12. November 1918 in London) war ein britischer Ringer.

## Karriere
Cox wuchs als Sohn eines Bäckers mit elf Geschwistern im Londoner Stadtteil Chelsea auf. 1908 nahm er an den Olympischen Spielen in seiner Heimatstadt teil. Hier scheiterte er im Wettbewerb im Bantamgewicht in der ersten Runde.
Im Jahr 1909 heiratete er und arbeitete später in der Versicherungsbranche.